# Patricia Demartini
Patricia Demartini (* 14. August 1950 in Grenoble) ist eine ehemalige französische Eisschnellläuferin.
Demartini, die für den CSG Grenoble startete, wurde dreimal französische Juniorenmeisterin im Mehrkampf und jeweils einmal über 400 m sowie 1000 m. International startete sie erstmals in der Saison 1965/66 und kam bei der Mehrkampfweltmeisterschaft 1967 in Deventer auf den 31. Platz im Mini-Mehrkampf. Letztmals international startete sie bei den Olympischen Winterspielen 1968 in Grenoble, wo sie den 29. Platz über 1500 m und den 28. Platz über 1000 m errang. Bei französischen Meisterschaften lief sie im Jahr 1967 auf den zweiten und im Jahr 1968 auf den dritten Platz im Mini-Mehrkampf.

## Persönliche Bestzeiten
| Disziplin | Zeit       | Datum             | Ort      |
| --------- | ---------- | ----------------- | -------- |
| 500 m     | 50,3 s     | 31. Dezember 1967 | Grenoble |
| 1000 m    | 1:40,4 min | 30. Dezember 1967 | Grenoble |
| 1500 m    | 2:38,5 min | 23. Dezember 1967 | Grenoble |
| 3000 m    | 5:40,9 min | 31. Dezember 1967 | Grenoble |